# Вальдес, Джесси
Хе́сус «Дже́сси» Ва́льдес (англ. Jesus "Jesse" Valdez; 12 июля 1947, Хьюстон) — американский боксёр мексиканского происхождения, выступал в полусредней весовой категории. Представлял сборную США в конце 1960-х — начале 1970-х годов: бронзовый призёр летних Олимпийских игр в Мюнхене, обладатель бронзовой медали Панамериканских игр, победитель многих международных турниров и национальных первенств.

## Биография
Джесси Вальдес родился 12 июля 1947 года в Хьюстоне, штат Техас. Активно заниматься боксом начал в раннем детстве, после окончания школы учился в Колледже имени Говарда Пэйна, затем поступил на службу в Военно-воздушные силы, где неизменно продолжал тренироваться. Первого серьёзного успеха на ринге добился в возрасте шестнадцати лет, когда в полусреднем весе выиграл чемпионат США среди любителей, победив в финале бронзового призёра Олимпийских игр Куинси Дэниелса. В 1967 году ездил на Панамериканские игры в Виннипег, откуда привёз медаль бронзового достоинства.
В 1972 году благодаря череде удачных выступлений Вальдес удостоился права защищать честь страны на летних Олимпийских играх в Мюнхене. К этому моменту он уже был двукратным чемпионом первенства США, двукратным чемпионом национального турнира «Золотые перчатки», трёхкратным чемпионом вооружённых сил, при этом его послужной список включал 227 побед при 12 поражениях. На Олимпиаде он сумел пробиться в полуфинал, после чего со счётом 2:3 уступил кубинцу Эмилио Коррее. Получив бронзовую олимпийскую медаль, вскоре принял решение завершить карьеру спортсмена и покинул сборную. Джесси Вальдес никогда не выступал на профессиональном ринге, что нетипично для американских боксёров, вместо этого он предпочёл службу в военно-воздушных силах.
Участвовал в матчах СССР — США по боксу в 1969, 1970 и 1971 годах. В двух боях выиграл (против Валерия Трегубова и Леонида Тлеубаева), в одном проиграл (против Валерия Трегубова)